# Selección de rugby de Andorra
La selección de Rugby de Andorra, apodada Els Isards, representa al Principado en las competiciones internacionales de dicho deporte. En los últimos años, se ubica próximo a la posición 70 en el ranking de la World Rugby, a cuya institución se afilió la Federació Andorrana de Rugbi en 1990, y para el periodo 2008-10, compite en la División 3A de la European Nations Cup. Su estadio es el Estadio Nacional de Andorra.

## Uniforme
Rojo, amarillo y azul son los colores que usa la selección andorrana en las indumentarias principales o las de alternativa. Toma los 3 colores de su bandera tal como sus selecciones de otros deportes.

## Historia
La Selección andorrana de rugby disputó su primer encuentro internacional en 1987 contra la selección de Luxemburgo, cuando de local venció por 24-3.
En 1992 compitió en la ronda preliminar del grupo europeo para la Copa Mundial de Rugby de 1995. Derrotó a Dinamarca pero perdió contra Suiza y fue eliminada.
Para la Copa Mundial de Rugby de 1999 ganó los cuatro partidos de la primera ronda, contra las selecciones de Suecia, Hungría, Lituania y Luxemburgo, quedando campeona de su grupo. En la siguiente ronda perdió contra las selecciones de España, Alemania, República Checa y Portugal, quedando última de grupo.
En la Copa Mundial de Rugby de 2003 ganó a la selección de Austria y perdió contra las selecciones de Eslovenia y Yugoslavia.
En 2005, por primera vez en su historia, consiguió llegar a la tercera fase clasificatoria para la Copa Mundial de Rugby de 2007. En primera ronda derrotó a Noruega y se clasificó para la siguiente fase. En esta segunda ronda quedó encuadrada en el grupo A y ganó a las selecciones de Hungría y Eslovenia. En los play-off venció a Suecia, lo que le permitió clasificarse para la tercera ronda. Perdió contra Moldavia, Países Bajos, España y Polonia quedando última de grupo.

## Palmarés
- FIRA Nations Cup - División 3 (1): 1989-90

## Participación en copas

### Copa del Mundo
- No ha clasificado

### FIRA TrophyDivision 3
- FIRA Trophy 3 1987-89: 2.º puesto[5]
- FIRA Trophy 3 1989-90: Campeón invicto[6]

### FIRA TrophyDivision 2
- FIRA Trophy 2 1990-92: 4.º en el grupo[7]
- FIRA Trophy 2 1992-94: 4.º en el grupo[8]
- FIRA Trophy 2 1994-96: ?